# 心理罪
《心理罪》是中國刑事警察學院犯罪心理學教师兼作家雷米(本名劉鵬)所書寫的懸疑推理系列小說，簡體中文版由重慶出版社出版發行，繁體中文版則由瑞昇文化發行系列故事中的《畫像》、《教化場》，《暗河》則由人類智庫出版發行。2013年網友爆料《心理罪》推出英文版，心理罪 英文版亚马逊官方链接，由 CreateSpace Independent Publishing Platform 出版，在美國亞馬遜公司出售，除此之外，心理罪也陆续推出越南版等其他国家语言版本的书籍，2015年改編並拍攝成网络劇的第一季在愛奇藝獨家播出，剧本以《第七个读者》、《画像》为蓝本，2016年12月3日第二季在樂視獨家播出，剧本以《教化场》、《暗河》为蓝本。《心理罪》第二季有双结局，内地平台播放的为和协版本结局，该结局杨芸（真实身份曲蕊）选择向警方自首，另一个版本的结局则为杨芸刺伤方木后潜逃出国，同时陈哲跳入水中后，并没有溺亡，而是被“城市之光”所杀害，剧中还一个细节，米楠搭乘的计程车司机便是“城市之光”。
《心理罪》为中国大陆第一手以犯罪心理画像为主题的犯罪题材小说，男主方木凭借本身对察觉犯罪的天赋，加上后天的知识对凶手作出可行性画像分析，从而减少刑事侦查的阻力、增大破案的几率。

## 故事篇章
前傳
- 《第七個讀者》

第七個讀者事實上有兩個版本，其一是初始版本，其二是後改拍網絡劇期間作者雷米有意將其完善部分內容，使章節更加合理，人物形象更加豐滿。
正篇
- 《畫像》

講述了方木和師兄孫普的智商較量，作者靈感來自國外著名殺手的模仿犯罪；
- 《教化場》

作者靈感來自斯金納行為主義理論；
- 《暗河》

靈感來自作者一天外出看到一條河流；
- 《城市之光》

靈感來自基於現實的網絡犯罪題材。
番外篇
- 《毒樹之果》

畫像的前傳
- 《斯金納之箱》

教化場的前傳
- 《月光的謊言》

教化場的前傳
- 《兩生花》

城市之光的後傳

## 登場人物
方木
本系列主角，在《第七個讀者》故事中為C市某師範大學法學三年級生，在男二舍352室排行老六。
具有察覺犯罪的天賦，在學校發生殺人案件時私下開始推敲與調查，不經意發現一張恰有死者名單的「死亡借書卡」，因此成立自救會，但並沒能阻止不幸發生。先是戀人陳希遭到斬首殺害，接著好友祝老四以及王建也被兇手──老三吳涵給活活燒死，這次事件成為困擾方木的心魔，使其變得內向、沉默寡言。
第七個讀者事件後進入他校並成為喬允平教授的學生，努力學習犯罪心理學以及犯罪心理畫像技術。在協助警方偵破吸血鬼馬凱事件後，凶案再度發生，方木也發現兇手是在對自己挑釁，要方木「畫」出兇手的真面目。最終發現兇手是與自己同樣是喬允平教授的學生──孫普，經過一番搏鬥後方木槍殺了孫普，終結了這次事件。也因為這次事件，讓方木有了成為警員的決心。
基於對孫梅的感謝，暗中特別照顧其遺孤廖亞凡，在廖亞凡出走後一直有想方設法找尋其下落。於《城市之光》故事中得知廖亞凡下落後，基於愧疚與一時衝動對其提出求婚，和廖亞凡成為名義上的未婚夫妻。但本人對於廖亞凡並不存有愛情，更多的是愧疚與責任的義務。
在《城市之光》中與米楠沒有交往，卻存有不淺的感情，也在故事後半段得知米楠是自己心中最重要的人。
為了終結城市之光現象，以自己為餌讓身為城市之光的江亞留下百口莫辯的證據。對外已經殉職，在番外篇《兩生花》可知被魏巍所救而沒有死。可能是警大裡的講師「九指」。
祝學強
《第七個讀者》故事中登場，在男二舍352室排行老四，被方木等人稱呼祝老四。個性糊塗，但心地善良。
暗戀系上學姐佟倩，在佟倩死後傷心好一段時日。遭到吳涵放火燒死。
陳希
《第七個讀者》故事中登場，戲劇《惡魔的盛宴》女主角。
在方木找到死亡借書卡成立自救會後，漸漸與其走近並且交往。在年末的戲劇表演中遭到吳涵迷昏，並且在戲劇演出中遭到斬首。無法保護好陳希這件事讓方木多年來深感內疚與自責。
王建
《第七個讀者》故事中登場，方木成立的自救會中一員，原基地班學生，性格起初有些孤僻。
不滿基地班的嚴厲競爭以及冷漠，漸漸與方木等人敞開心扉。被吳涵放火燒死。
邢至森
C市刑警大隊副隊長，負責調查師範大學內的一系列殺人案件。對於方木的言論並沒有全盤否定，並且提供其閱讀警方資料。
於《暗河》中遭人陷害而入獄，並在獄中被殺害。
吳涵
《第七個讀者》故事中登場，在男二舍352室排行老三。家境相對清寒，本人也十分介意這件事。協助孫梅管理男二舍的工作。與陳希同樣是戲劇《惡魔的盛宴》演員，飾演男主角。
第七個讀者事件中的兇手，也是借書卡上的第七個讀者。與男二舍管理員孫梅暗通款曲，並使之懷孕。事後孫梅因為不敢當面說出口，於是寫信插入吳涵的書中，未料吳涵並沒有發現這封信就直接把書給歸還，為了防止兩人的事情被揭發，開始設法殺害之後借過書的人。過程中吳涵開始享受起殺人的樂趣，即使很快就發現信還在自己床下沒有任何人看過，依然沒有停下手，方木提出的「死亡借書卡」更是給了吳涵更多的靈感去殺人。之後放火燒死王建還有祝老四、孫梅，並打算殺死趕來的方木時，被瀕死的孫梅給阻止，並且一同被火焰吞噬。
孫梅
《第七個讀者》故事中登場，在男二舍擔任管理員。前夫克俭已去世，生有一女廖亞凡。
和男學生吳涵暗通款曲，並且懷孕。之後因不敢當面說明而選擇用寫信夾入書中來說明，此事竟意外成為一連串殺人事件的導火線。在殺人事件中慢慢發現吳涵就是兇手但沒有揭發，甚至幫其掩飾。被吳涵燒死，死前抱住吳涵使其一同葬於火海，最后在其保险柜发现日记本，为方木解答孙梅与吴涵之间发生的事情。

邰偉
《畫像》故事初登場，為調查吸血鬼案以及校內連環殺人案的小隊隊長。
在偵破吸血鬼馬凱一案後，佩服方木的才能，贈送一枚子彈並鼓勵其日後成為警察，是方木少數的好友。目睹方木故意製造孫普下手的機會，達成「正當防衛」前提利用自己送他的子彈槍殺孫普後，認為方木會讓心情影響行動而不適合擔任警察。
在《教化場》故事中得知已經結了婚，在《城市之光》故事中得知已經升任副局長。
孫普
《畫像》故事中學校的圖書管理員，為人和善謙和，受到許多學生信賴。曾開設心理診所，是喬允平教授的學生、大學副教授，也是方木的師兄。
在番外故事《毒樹之果》中，因為喬教授受邀前往國外而獨自協助警方摹寫犯罪心理畫像，過於自負的心理使他不願意承認自己抓錯人，要求警方向嫌疑人嚴刑逼供。事後嫌疑人自殺，而不久後真兇被抓獲。此事在喬教授努力調解下將處分壓至最低，心理診所關閉，並降為圖書管理員。
為《畫像》故事裡校內連續殺人案的兇手，憎恨方木奪取了偵破吸血鬼馬凱一案的功勞並深深嫉妒他，為此仿效世界知名的連環殺手犯案行為並留下提示，一再殺害方木身邊的人，以看到方木挫敗為最終目的。最後遭到方木槍殺而亡。有一女友魏巍。
孟凡哲
《畫像》故事中登場，因為心理障礙而無法在課堂上點名時確實回應的學生。接受心理輔導後情況一度有所改善，但很快就惡化。被認定為校內連環殺人事件的兇手，只有方木並不這麼認為。之後在警局內自殺。事後得知為其心理輔導的人正是孫普，孫普利用心理暗示、催眠等手段讓孟凡哲成為整起事件的替罪羔羊。
鄧琳玥
《畫像》中登場，籃球啦啦隊員。因為方木拯救她不被殺害後喜歡上方木，兩人曾短暫交往。在得知校內一連串殺人事件的矛頭是指向方木後，害怕自己成為目標而離開方木並離開學校，以一封信作為道別。在《暗河》故事中兩人巧遇，得知已為人婦。
喬允平
J大犯罪心理學教授，同時也是方木與孫普及边平的导師。在多起案件中，為警方提供很多幫助。
番外故事《毒樹之果》裡，為了栽培學生，逐漸將幾件案子交給孫普處理，起初都順利結案。然而一次自己出國訪視，全面交由孫普處理的強姦殺人案中，孫普急於破案而嚴刑逼供，最後造成了冤案。喬允平為了這件事情四處奔波才把處罰降至最低。從此對於門下學生的教導就漸漸趨向保守。很期待方木，認為其不可限量，但擔憂方木會像孫普那般過於自負而沉淪，所以鮮少誇獎他。
在《畫像》故事後期，察覺一連串殺人事件的兇手很可能是孫普，獨自前去試圖勸其自首，反遭囚禁，最後在方木眼前被孫普放火燒死。臨死前發覺用意是拿自己來刺激方木對於火災現場的恐懼心，為此喬允平直到斷氣身亡都忍住不發出慘叫。
馬凱
《畫像》故事中吸血鬼殺人案的兇手。由於家族遺傳有血液性疾病，馬凱深信自己的血液也有問題，即使經過醫院診斷沒有問題也不相信，認為是院方在欺瞞自己。妄想藉由飲用他人的血液來維持健康，並且行動逐步升級。殺害並取其血來飲用的對象為女性，認為女性的血比較柔軟、乾淨，後期甚至將目標轉為更加年輕的女童。在方木協助下由警方逮捕。曾是孫普和魏巍的患者，仅信任孙普一人，被捕后留信给方木，出於某种解脱的心理，方木未看信就将其烧毁，信中内容涉及孙普。
廖亞凡
《第七個讀者》初登場，孫梅的女兒。
在孫梅去世後成為孤兒，被送往天使堂，在裡面年紀最長，行為也較為早熟。
希望有朝一日能離開天使堂，為此甚至對方木提到願意當其妻子，被拒絕後惱羞成怒逃離天使堂，一段時間音訊全無。
在《城市之光》故事開頭再度出現，得知這段時間過著墮落沉淪的日子。基於愧疚，方木向廖亞凡求婚，廖亞凡成為方木名義上的未婚妻。只剩下方木可以依靠的她，對於方木身邊的女性多有所警戒，尤其特別敵視米楠。
被江亞所殺害。
江亞
城市之光，本名狗蛋，生於農村。
在母親自殺後不堪名義上的父親暴力對待，將其殺害後離開村子，並用自己最好朋友的名字當做自己的新身份。經營一間咖啡廳。
深愛著魏巍，在得知她成為植物人(實際很快就甦醒，但江亞不知情)後殺害動手術的醫師，並保留屍身不定時鞭屍洩恨。在魏巍的蠱惑下化身為城市之光，對具有社會爭議但不被法律嚴懲的人士施行制裁，此舉甚至成為都市狂熱現象，受人崇拜稱頌，江亞因此得到極大的成就感。期間魏巍暗中跟蹤到現場，並遺留孫普一案的相關聯繫，本人毫不知情。
在魏巍於醫院失蹤後，認為是遭到警方軟禁，憤而殺死方木名義上的未婚妻廖亞凡。事後因為罪證不足而被釋放。
即使事後知道自己被魏巍所利用，依然繼續以城市之光身分行動。方木槍擊邰偉，普遍大眾皆認為方木才是城市之光後大為光火，認為方木奪走了自己的榮耀，找到機會劫持走方木並殺害。落入方木以自己性命所完成的圈套，服輸認罪而被判處死刑。在番外故事《兩生花》可得知所殺害的並非方木，江亞到死前都不知情。
魏巍
孫普的女友，於番外故事《毒樹之果》曾登場，《城市之光》故事中城市之光的間接幕後推動者。
誘導江亞成為城市之光，並利用他向方木挑釁，意圖對其宣言孫普的意志仍存。
數年前動過手術因為醫療失誤而成為植物人，實際上早已恢復，卻對外隱瞞，就連江亞也被蒙在鼓裡。江亞視其為戀人，不過本人認為自己在孫普死後已經失去那種感情。
因為自己離開醫院，讓江亞誤以為被警方軟禁，間接害死了廖亞凡。與方木在龍峰墓園展開對峙，在孫普的骨灰被扔灑在雪地灰心地離開。
在番外故事《兩生花》中觀看方木與江亞的對決，最後選擇救出方木。腦有惡性腫瘤，在救出方木一年多後死去，临死前救下一小女孩。
丁树成
邢至森队下成员，初登场在《画像》系列，由邢至森安排于《暗河》系列的卧底，负责调查杀害邢至森女儿邢娜的犯罪集团，后为救一小女儿被杀害，《暗河》系列由方木发现尸体，并救出小女孩，该小女孩后为邢至森妻子收养，取同名邢娜代替已经死去的邢娜。
米楠
初登场于《暗河》系列，黑龙江人，在校大学生，被男友骗至窝点逼迫卖淫，反抗后成功逃走，但因身份证被男友扣留，无法回校，在一次偶然中，因打劫方木，为方木所救获，最终回到学校，并在方木建议下，毕业后考入警校，具备有通过看鞋子推测出一个人的性格外貌的能力，喜欢方木，《城市之光》系列与方木关系更近，相信方木未死去。
边平
乔教授得意门生，亦为方木的师兄，方木所在分局的局长，对方木厚爱，方木本因归邢至森队下，后被边平挖走。
曲蕊
初登场于《教化场》系列，教化场实验被害者之一，在网络剧《心理罪》第二季中则由杨芸代替，本身则为曲蕊整容而成，第24集/第25集由方木通过无名指线索发现其身份（陈哲心理诊所的地下室的烧焦尸体则为周振邦），第24集结局中自首落网，第25集集结局中潜逃出国，与原著小说人物形象有所区别。

## 影視改編
- 心理罪 (網絡劇)，中國大陸犯罪懸疑網絡系列劇集，目前共有兩季，分别于2015年在大陆视频网站爱奇艺及2016年在大陆视频网站乐视播出。
- 心理罪 (電影)，2017年中國大陸電影，改編自雷米所著的同名系列小說第一部《畫像》，並由李易峰、廖凡主演。
- 心理罪之城市之光，2017年中國大陸電影，改編自同名小說並由鄧超、阮經天、劉詩詩主演。